# هارييت تايلور
هارييت تايلور (بالإنجليزية: Harriet Taylor)‏ هي مجدفة بريطانية، ولدت في 14 فبراير 1994.

## وصلات خارجية
- هارييت تايلور على موقع الاتحاد الدولي للتجديف (الإنجليزية)
- هارييت تايلور على موقع أوليمبيديا (الإنجليزية)
- هارييت تايلور على موقع اللجنة الأولمبية البريطانية (الإنجليزية)